# Julio Landauri
Julio Landauri (Bellavista, Provincia Constitucional del Callao, 17 de abril de 1986) es un futbolista peruano. Juega como interior izquierdo y su equipo actual es Sport Milagro de Celendin 
de la Copa Perú. Tiene 38 años.

## Trayectoria
Se inició en el club Sentimiento Porteño y en el año 2004 pasó a Sport Boys. Ese mismo año fue promovido al primer equipo por Franco Navarro, quien tiempo después se convertiría en el técnico de la selección de fútbol del Perú.

### Sport Boys
En el año 2006 se salvó del descenso en un partido definitorio contra el José Gálvez que terminó en penales, en el cual Julio anotó el tercer gol por parte de los chalacos.

### Universitario de Deportes
En el año 2008 debutó en Universitario de Deportes bajo el mando de Ricardo Gareca, ganado el Torneo Apertura 2008. Al año siguiente fue campeón nacional con Universitario, jugando la Copa Libertadores 2009.

### FC Brasov
Teniendo en cuenta que para el año 2010 no iba a ser considerado por Juan Reynoso decidió emigrar y fichar por el Brasov de Rumania por 3 años, donde fue dirigido por Viorel Moldovan.

### Total Chalaco
A mediados de 2010 debido a las pocas oportunidades decidió volver al fútbol peruano, fichando por Total Chalaco donde jugó 7 partidos y descendió de categoría.

### Inti gas
En el 2011 llega al Inti Gas por pedido de Edgar Ospina siendo un destacado año para Titi. Jugó 26 partidos y anotó 3 goles además de lograr la clasificación a la Copa Sudamericana 2012.

### Alianza Lima
El 2014 llega a Alianza donde logra mantener de titularidad. El 2016 logra clasificar a la Copa Sudamericana.

### Sport Huancayo
Se marcha por todo el 2017 al Sport Huancayo, logra hacer una gran campaña, siendo una de las mejores figuras del equipo. Logró clasificar a la Copa Sudamericana 2017.

### Real Garcilaso
Sin embargo, al siguiente año se marcha al Real Garcilaso, para jugar la Copa Libertadores 2018.

### Alianza Universidad
Tras no tener mucha continuidad para el 2019 ficha por el recién ascendido Alianza Universidad. Debuta por la tercera fecha del Apertura en la victoria por 1-0 ante Ayacucho FC.

## Selección nacional
Ha sido internacional con la selección de fútbol del Perú en la categoría sub-23.

## Clubes
| Club                      | País    | Año         | PJ  | G |
| ------------------------- | ------- | ----------- | --- | - |
| Sport Boys                | Perú    | 2004 - 2007 | 67  | 3 |
| Universitario de Deportes | Perú    | 2008 - 2009 | 39  | 1 |
| F. C. Brașov              | Rumania | 2010        | 6   | 0 |
| Total Chalaco             | Perú    | 2010        | 7   | 0 |
| Inti Gas                  | Perú    | 2011        | 27  | 4 |
| Universidad César Vallejo | Perú    | 2012        | 27  | 1 |
| Inti Gas                  | Perú    | 2013        | 41  | 7 |
| Alianza Lima              | Perú    | 2014 - 2016 | 104 | 7 |
| Sport Huancayo            | Perú    | 2017        | 33  | 5 |
| Real Garcilaso            | Perú    | 2018        | 37  | 1 |
| Alianza Universidad       | Perú    | 2019 - 2021 | 83  | 6 |
| Carlos Stein              | Perú    | 2022        |     |   |
| Ecosem Pasco              | Perú    | 2022 -      |     |   |
| ADA Jaén                  | Perú    | 2023 -      |     |   |

## Palmarés

### Campeonatos nacionales
| Título                    | Club                      | País | Año  |
| ------------------------- | ------------------------- | ---- | ---- |
| Primera División del Perú | Universitario de Deportes | Perú | 2009 |
| Torneo del Inca           | Alianza Lima              | Perú | 2014 |
| Copa Perú                 | ADA Jaén                  | Perú | 2023 |